# Ascogaster moldavica
Ascogaster moldavica är en stekelart som beskrevs av Vladimir Ivanovich Tobias 1986. Ascogaster moldavica ingår i släktet Ascogaster och familjen bracksteklar. Inga underarter finns listade.